# シンクレア・ブロードキャスト・グループ
シンクレア・ブロードキャスト・グループ（英: Sinclair Broadcast Group, Inc.、NASDAQ: SBGI）は、アメリカ合衆国のテレビ放送局運営会社。1971年にメリーランド州ボルティモアの独立テレビ局として創業し、1990年以降は各地の地方局を次々と買収。現在では地方のFOX、ABC、MyTV、CW、CBS、NBCなどの系列局を傘下に持つ、全米最大級のローカルテレビ局運営グループとなった。地元のニュースやスポーツ中継などの番組配給も手掛ける。
2001年のアメリカ同時多発テロ事件後、ブッシュ大統領（当時）を支持する声明をキャスターに読み上げさせたり、共和党が作成したオバマ大統領（当時）を「イスラム教徒」と印象付ける動画を放送するなど保守色・共和党寄りの放送姿勢は物議をかもしている。
2017年には42のローカル局を傘下に持つトリビューン・メディアの買収を発表したが、翌2018年に買収を断念。同じ年にトリビューン・メディアを買収した、同業のネクスター・メディア・グループが全米最大のローカルテレビ局を運営するグループとなった。地域によってはシンクレアとネクスターの両社のみによって、地元の民間テレビ局が運営される寡占市場となっているケースもある。

## 番組
グループ所有のいくつかの放送局に配信するために事前にパッケージ化されたニュースコーナーを提供する、『ニュースセントラル』と呼ばれる一元化されたニュース組織を使用して実験した。同コーナーは、ローカルニュースの放送中に内包された。シンクレアの上級幹部であるマーク・ハイマン (コメンテーター)は、ニュース部門を維持するグループが運営する放送局で放送された一連の保守的な社説コーナーである「ザ・ポイント（The Point）」も制作した。
2011年5月21日、プロレスプロモーションのリング・オブ・オナー（ROH）を買収したことが発表された。買収の一環として、同プロモーションは、グループ所有局とシンジケートで毎週放映される番組『リング・オブ・オナー・レスリング』の制作を開始した。また、しばらくの間、デスティネーション・アメリカによって放映された。
2015年10月、シャリル・アトキソンがホストを務めるシンジケート化された広報 (放送)番組『フル・メジャー・ウィズ・シャリル・アットキソン』の放送を開始した。
2017年7月1日、ディスTVと提携して、KidsClickと呼ばれる新しい朝の子供向けテレビブロックを立ち上げた。同ブロックは2018年にTBD (テレビネットワーク)に移動され、最終的に8か月後に廃止された。
2020年6月、平日朝（現地時間6:00〜9:00）に放送され、WGNアメリカ向けにネクスター・メディア・グループが制作した『NewsNation (WGNアメリカ)』と同様の形式のオリジナルコンテンツだけでなく、グループ所有局のニュース収集サービスに依存する「ヘッドラインニュースサービス」を開始すると発表した。『ザ・ナショナル・デスク』というタイトルの番組は、2021年1月18日に開始され、シンクレア所有のThe CW、マイネットワークTV系列局と、独自の朝のニュース番組を持たないFOX系列局で放送される。

## 政治的立場
シンクレアの放送局は、保守的な政治的立場を促進するニュースコンテンツや番組を扱うことで知られている。共和党を支持していた選挙に向けた準備期間中のニュース報道や特別番組など、政治的動機による番組の決定をめぐる様々な論争に関与してきた。エモリー大学の政治学者グレゴリー・J・マーティン（Gregory J. Martin）とジョシュ・マクレーン（Josh McCrain）による2019年の「アメリカン・ポリティカル・サイエンス・レビュー」の研究では、「シンクレアが買収した放送局は、地方政治の報道を減らし、全国的な報道を増やし、同じ市場で運営されている他の放送局と比較して、報道のイデオロギー的なトーンを保守的な方向に動かす」ということが分かった。2021年の調査では、シンクレア所有テレビ局のある地域の視聴者は、当時の大統領であるバラク・オバマへの支持が低く、民主党の大統領候補に投票する可能性が低いことが分かった。
ワシントン・ポストは、WJLA-TVのニュースコンテンツは、シンクレアが同局を買収した後、保守的な傾向を示すようになったと指摘しているが（保守派のワシントン・タイムズ紙との提携も含む）、同社はワシントン支局から同様に保守的な視点を示す作品も制作している。シンクレアの幹部であるデイビッド・スミスは、大統領選挙が行われる2016年にドナルド・トランプと会い、将来の大統領となるトランプに「私たちはあなたのメッセージを届けるためにここにいる」と語った。これは、トランプ陣営にリポーターを組み込むための売り込みの一部だった。
2004年、最近の選挙献金の殆ど全てが共和党に対するものであることが公表された際、政治的傾向は批評家によって精査された。特に、センター・フォー・パブリック・インテグリティは、シンクレアのニュース番組の共和党寄りの傾向と、マーク・ハイマンの政府へのロビー活動の歴史により（FCCがメディア所有権の集中に関する規則を緩和するなど、同社の成長を後押しした要因）、その放送局が「公平でバランスの取れたニュース番組以外のもの」を提供していることに懸念を示した。ハイマンは、そのニュース放送は「かなりバランスが取れていた」と述べ、「一部の左派が私たちを保守的だと見なす理由は、メディアの他の人が急上昇する記事を私たちが流しているからである」と、これらの主張に異を唱えた。
2017年、全てのシンクレアのニュース制作局が、下3分の1のニュースグラフィックの右隅に、はためくアメリカ国旗を挿入し始めた。近年、アメリカ国旗は保守主義の象徴と見なされてきたため、これはシンクレアの政治的傾向を強化するものと見なされる人もいた。
時々、妥当性に関して一線を越えたホストを懲らしめた。例えば、セントルイスの所有局KDNLのホストであるジェイミー・オールマンは、パークランドの学生から活動家に転身したデイビッド・ホッグについて「デイビッド・ホッグのお尻に熱いポーカーを打ち込む準備をしている」と述べた後、辞任し、番組は打ち切られた。
一部のメディア評論家や一部の所有局員から、放送局のニュース報道やその他の番組編成の決定の保守的な傾向や、会社の急速な成長がこれらの見解を支持するコンテンツの放送にどのように役立ったかについて、精査に直面している。
また、メディア所有規制の集中を回避するビジネス慣行、特にローカルマーケティング契約の使用に対する批判に直面しており、同社がこれらの規則を緩和するためにトランプ政権に有利に働いていたことや、同社の経営陣が多様性に欠け、単一の家族によって完全に管理されている経営陣についての非難も受けている。元『CBSイブニングニュース』アンカーのダン・ラザーを含む批評家は、シンクレアの慣行は、オーウェルのようなプロパガンダであると彼らが認識しているものを地方放送局に広めることによって、「私たちの民主主義への攻撃」であると述べている。

### 放送必須のコーナー
シンクレアは多くの場合、「放送必須（Must-runs）」と呼ばれる特定のリポート、コーナー、番組、社説を放送するように各所有局に義務付けている。週末に放映される全編番組には、アームストロング・ウィリアムズの毎週のトーク番組や、『フル・メジャー・ウィズ・シャリル・アットキソン』が含まれる。この慣行は、所有局の一部の報道スタッフから、彼らが広める視点のために批判されている。1996年、CEOのデイビッド・スミスが売春のおとり捜査で逮捕された後、スミスはシンクレア所有のボルチモアのWBFFに、社会奉仕の判決の一環として、地元の薬物カウンセリングプログラムに関するリポートを作成するよう命じた。この命令は、WBFFリポーターのルアン・カニペ（LuAnne Canipe）によって批判された。2001年9月11日の同時多発テロの後、各所有局に対し、テロに対する、当時の大統領であるジョージ・W・ブッシュの対応を支持する論説を読むよう命じた。地元紙のボルチモア・サンは、WBFFのスタッフが、支持が「彼らの政治的客観性に対する国民の信頼を損ねる」と感じたため、社内で論説に異議を唱えたと報じた。しかし、同局は命令に従った。
シアトルのKOMO-TVのニュースルームの従業員は、ニューヨーク・タイムズに全国的な作品は質が低く、都市の進歩的な視聴者にとって政治的に歪曲されすぎていると感じていると語った。ある従業員は、シンクレアの必須ルールへの悪意のあるコンプライアンスの行為として、コマーシャルブレイク前後など、ニュース放送のあまり視聴されない部分に意図的にスケジュールを設定することで、目立たないようにしようとしたことを認めた。しかし、2018年3月、KOMO は、プライムタイムに、トランプが大統領の地位を弱体化させたと非難している概念で、連邦政府内にディープステート（陰の政府）が存在するという一部のアメリカ人の信念について、放送必須のコーナーを放映した。
2017年4月、一時的にトランプ政権の代理人業務担当のホワイトハウスのアシスタント・コミュニケーション・ディレクターであり、ドナルド・トランプの大統領選挙運動の上級顧問でもあったボリス・エプスタインを雇用したと発表した。シンクレアの全ての所有局は、週に9回、エプスタインの解説コーナー『ボトム・ライン・ウィズ・ボリス（Bottom Line with Boris）』を放送する必要があった。
2017年7月、HBOのニュースコメディ番組『ラスト・ウィーク・トゥナイト』は、シンクレアについて議論する部分をあてており、ホストのジョン・オリバーは、FBIがマイケル・フリンに対して「個人的な復讐」を行っていると説明する同一のスクリプトを使用して、マーク・ハイマンの社説（多文化主義とポリティカル・コレクトネスを癌の蔓延になぞらえ、結婚は家庭内虐待の解決策であると述べた）のクリップを使用して様々なアンカーのクリップを提示し、『テロリズム・アラート・デスク（Terrorism Alert Desk）』のコーナーは、テロリズムを「イスラム教徒が行うこと全て」と定義していると冗談を言った。オリバーは例として、『テロリズム・アラート・デスク』が2016年に、イラクのイスラム国兵が9人の若者をチェーンソーで真っ二つに切り裂いて殺害したと報道した事実を指摘した。そのようなニュースは、「イラクニュース」が発行した匿名ソースのリポートに由来し、独立機関からの確認を欠いており、デイリー・メールやデイリー・ミラーなどのイギリスのタブロイド紙や、極右のウェブサイト「ブライトバート・ニュース」でも極度の注意を払って扱われたため、オリバーは皮肉なことに、「ブライトバートのジャーナリズム基準を下回る可能性があることを知らなかった」と述べた。
必須コーナーは、通常、独自のニュース部門を持つ放送局にのみ適用される。ニュース放送が外部のニュースルームによって運営されているシンクレア所有局の場合、契約は通常、シンクレアが編集管理に干渉することを禁じている。
2019年12月11日に、地方の調査ジャーナリズムと2020年の大統領選挙の報道を優先するよう放送局に奨励する計画として、エプスタインの解説コーナーを終了したことが報告された。

### 『ナイトライン』での兵士の名前読み上げ
2004年4月、ABCは『ナイトライン』の特別エピソードを放送し、ホストのテッド・コッペルが2003年のイラク戦争とその後の占領で死亡した兵士の名前を挙げた。シンクレアは、7つのABC系列局に同エピソードを放映しないよう命じた。この放送が「イラクにおけるアメリカの努力を弱体化させることを目的とした政治的議題に動機付けられているように見える」と主張し、主流メディアによって無視されていた占領下のイラクからの肯定的な「語られない」ニュース記事を報道するというワシントン支局による当時の継続的な取り組みを弱体化させた。ABCは、同エピソードは「この国のために命を捧げた人々を称えることを目的とした敬意の表明」であると述べた。

### ドキュメンタリー『盗まれた名誉』
2004年の大統領選挙のちょうど2週間前の同年10月の後半に、シンクレアの62の所有局全てがプライムタイムの番組を先取りして、大統領候補ジョン・ケリーの反ベトナム戦争活動に批判的なドキュメンタリー『盗まれた名誉:決して癒えない傷』を放送すると報じられた。同ドキュメンタリーは、トム・リッジの元同僚であるカールトン・シャーウッドによって制作され、ケリーが反戦活動のためにベトナム戦争を長引かせたと非難した。組織「真実のための速艇退役軍人（Swift Boat Veterans for Truth）」は、2004年大統領選挙の反ケリー組織で、140万ドルの広告キャンペーンの一環として、同ドキュメンタリーをクロスプロモーションしていた。これに対し、民主党全国委員会は連邦選挙委員会に対し、選挙運動の最後の10日間にメディア組織が「党派的プロパガンダ」を放映することは不適切であると述べた訴訟を提起した。この論争がニュースになった際、多くの広告主が広告を撤回し、シンクレアの株価は11日間で17%下落したため、シンクレアは、そもそも『盗まれた名誉』を1時間枠で放映するつもりはなかったと発表し、代わりにパネルディスカッション形式でビデオのクリップを表示する可能性があることを示した。この事件の後、シンクレアはワシントン支局長のジョン・リーバーマンを「ボルチモア・サン」で同ドキュメンタリーを「偏った政治プロパガンダ」として公に批判したとして解雇した。

### インフォマーシャル『ブレーキング・ポイント』
2010年11月、シンクレアが所有する5つのFOX系列局と1つのABC系列局が、全国共和党トラスト政治行動グループが後援し、当時の大統領であるバラク・オバマに批判的なインフォマーシャル番組『ブレーキング・ポイント:アメリカを変える25分間（Breaking Point: 25 Minutes that will Change America）』を放送したことが報じられた。同インフォマーシャルは、オバマを過激派として描き、2008年の大統領選挙中にハマスのテロリストグループから選挙資金を受け取ったと主張し、オバマは演説で「自由が欲しい?クラッカーを何人か殺さなければならないんだ!あの赤ちゃんたちを何人か殺さなければならないんだ」と述べた。このスペシャルでは、オバマのアドバイザーであるヴァン・ジョーンズとジョン・ホールドレン、そしてオバマのスタッフであるアニタ・ダン、ケビン・ジェニングス、キャロル・ブラウナー、キャス・サンスティーンについても議論していた。あるケースでは、ホルドレンが、木が法廷で人間を訴えることを許可されるべきだと言ったと同スペシャルは主張した。このインフォマーシャルは、2010年10月30日の週末に、全て2010年の選挙に不可欠な激戦州にあるマディソン、ケープジラード、レキシントン、ピッツバーグ、デモイン、ウィンストンセーラムにある所有局で様々な時間に放映された。

### 2012年の選挙前スペシャル
2012年11月5日、激戦州の6つの所有局が、リビア内戦や医療制度改革など、翌日に行われる大統領選挙をめぐる問題に焦点を当てた特別番組を放送した。同スペシャルは、各局の地元のアンカーがプレゼンターを務めた一連のコーナーで構成されていた。スケジュールは各局の裁量に任されていたが、オハイオ州コロンバスのABC系列局WSYXは、『ABCワールドニュース』と『ナイトライン』の両方を先取りして放送した。同スペシャルは、オバマに対する偏見を示し、共和党候補のミット・ロムニーに殆ど焦点を当てず、両方の候補者を平等に紹介するのではなく、論争に遭遇した。シンクレアのスタッフメンバーはこれらの主張に異議を唱え、「スペシャルで放映された内容の事実に異議を唱える人は誰もいない」と述べ、放映する市場の決定は、その「ニュース価値」と大衆との共鳴に影響されたと述べた。

### 2016年の大統領選挙運動中の報道
2016年12月16日、当時の次期大統領ドナルド・トランプの義理の息子であるジャレッド・クシュナーは、シンクレアと契約を結び、会社がトランプ陣営へのアクセスを延長することと引き換えに、それ以上のコメントなしで、クシュナーは、CNNなどのケーブルネットワークよりも優れたリーチを持っていると述べた、その各局での共和党候補とのインタビューを行った。シンクレアのニュース担当副社長であるスコット・リビングストンは、「真実を追跡し、真実を伝える」ための取り組みの一環として、「全ての候補者に自分の立場を表明し、視聴者と意見を共有する機会を与えたい」と述べ、トランプが「重要な問題について自分の立場を明確に述べる」ことを可能にした。彼はまた、ヒラリー・クリントン陣営に同様の申し出をしたと述べた（リビングストンによれば、クリントンはシンクレアとのインタビューの申し出を受け入れなかったが、彼女の副大統領候補であるティム・ケインは受け入れた）。トランプ陣営のスポークスパーソンは、この取引には金銭的補償は含まれておらず、ハースト・テレビジョンなどの他のローカル放送局グループと同様の取引をしようとしていたと述べた。
2016年12月22日のワシントン・ポスト紙によるシンクレアの内部文書のレビュー、及び所有局でのニュース放送と広報番組のレビューにより、2016年の予備選挙と総選挙では、他の候補者よりもトランプ陣営の好意的または中立的な報道に多くの放送時間が与えられたことが明らかになった。報道には、トランプの陣営に有利なリポートの配布や、クリントンの陣営に「放送必須」ベースで挑戦するリポートの配布、及び候補者とのインタビューで使用するために地元のリポーターやアンカーに「国家的に重要な」質問を提供するシンクレアのマネージャーが含まれていた（リビングストンによると、他の所有局がコンテンツを共有できるようにするための一般的な会社の慣行である）。
2017年5月、トリビューン・メディアを買収する意向を表明したことに応えて、メディア擁護団体「フリー・プレス」の社長兼最高経営責任者（CEO）であるクレイグ・アーロンは、シンクレアがトランプとのインタビューの取り決めを通じてトランプ政権の好意を集めていること、グループが2月にボリス・エプスタインを政治アナリストとして採用したこと、及び、会社が放送ポートフォリオを拡大できるようにするためのメディア所有規則の規制緩和と引き換えに、当時のFCCコミッショナーであったアジット・パイがFCCの委員長に任命される前に、エグゼクティブ・チェアのデイビッド・スミスが会ったこと非難した。

### 2018年のジャーナリズム責任プロモーション
2018年3月、CNNチーフメディアアナリストのブライアン・ステルターは、シンクレアから送信された、各所有局が義務付けられた台本を使用して「アンカー配信のジャーナリズム責任メッセージ」を作成および放送する必要があることを示している内部覚書を入手した。プロモーションには、「偏った虚偽のニュース」を非難し、名前のない主流メディアの数字を偏見であると非難する言葉が含まれている。ステルターは、テキストは実際には企業経営陣からの命令であるにもかかわらず、スクリプトは地元のアンカーの意見のように聞こえるように書かれていると述べている。所有する少なくとも66の放送局が独自のバージョンのメッセージを作成し、2018年3月23日に最初の放送が行われた。所有局のWMSN-TVは同メッセージの放送を拒否した（ただし、そのニュースはモーガン・マーフィー・メディアが所有するWISC-TVが制作している）。
スポーツブログ「デッドスピン」と「シンクプログレス」が全てのプロモーションを同時に再生するビデオ編集を投稿した後、プロモーションは主流メディアの注目を集め始めた。同プロモーションは、メディアバッシングのメディアにおける「フェイクニュース」のより大きな政治的文脈に関して批判されており、これらのトピックに関するドナルド・トランプのレトリックと比較されている。シンクレアは、その「放送必須」は、「事実を報告することを約束する」一方で、会社が意見を持っているテロリズムやその他の公的な問題に関するニュースの更新など、様々な問題をカバーすることが多い標準的な手順であると主張している。この編集物がバイラルになった後、トランプは同年4月2日に応答し、会社を「CNNや、もっと嘘つきなNBCよりもはるかに優れている」と擁護した。
義務付けられたプロモーションの説明では、アンカーに次のように指示した。
私たちは、[所有局の適切なニュースブランド名]が生み出す質の高い、バランスの取れたジャーナリズムを非常に誇りに思っています。しかし、私たちは、無責任で一方的なニュース記事が我が国を悩ませている厄介な傾向について懸念しています。ソーシャルメディアでは、偏ったニュースやフェイクニュースを共有することがあまりにも一般的になっています。さらに憂慮すべきは、全国メディアが事実を確認せずに、これらの同じ偽の記事を公開していることです。残念ながら、全国メディアの一部のメンバーは、プラットフォームを利用して、「人々の考えを正確に」コントロールするために、独自の偏見やアジェンダを押し進めています。これは私たちの民主主義にとって非常に危険です…私たちは、真実が政治的に「左でも右でもない」ことを理解しています。事実に基づく報道へのコミットメントは、これまで以上に信頼性の基盤となっています。
I'm extremely proud of the quality, balanced journalism that [proper news brand name of local station] produces. But I'm concerned about the troubling trend of irresponsible, one sided news stories plaguing our country. The sharing of biased and false news has become all too common on social media. More alarming, national media outlets are publishing these same fake stories without checking facts first. Unfortunately, some members of the national media are using their platforms to push their own personal bias and agenda to control 'exactly what people think'. This is extremely dangerous to our democracy… We understand Truth is neither politically 'left or right.' Our commitment to factual reporting is the foundation of our credibility, now more than ever.
2018年4月2日、シンクレア・ブロードキャスト・グループは、「根拠のないメディア批判」と呼ばれるものに対して、ウェブサイトで声明を発表した。同声明は、モンマス大学の世論調査を引用しており、アメリカ人の大多数が、伝統的な報道機関がフェイクニュースを報道していると信じていることが分かった。シンクレアは、同プロモーションは「政治的議題に役立たなかった」と主張している。シンクレアの放送必須プロモーションの報道でCNNを「不正行為と偽善」で攻撃するビデオをウェブサイトに投稿することで対応し、「フェイクニュース」に関するステルターの警告を、放送必須のプロモーションでのシンクレアの警告と同様であると見なした。
いくつかの機関は、所有局の広告主のボイコットを呼びかけた。「アド・エイジ」誌のリポートでは、ユーザーが最初にその放送局をシンクレア所有局として識別し、次にどの広告主が同局にコマーシャルを掲載しているかを把握し、それらの広告主を思いとどまらせることが含まれるため、ボイコットは簡単ではないことが示唆された。

### アラブ・イスラエル紛争について
上記に加えて、シンクレアはイスラエルを「中東の真の民主主義」と表現することも支持している。
プロレスラーのデイビッド・スターは、2019年4月21日にファンのボイコットの中で、スターがジェイ・リーサルとマット・サイダルとの試合に関与したリング・オブ・オナーがイスラエルでイベントを開催したことを理由に会社を批判した。反ユダヤ主義の申し立てにより、動画は削除された。

### ジュディ・ミコヴィッツへのインタビュー
2020年7月、シンクレア・ブロードキャスト・グループは、番組『アメリカ・ディス・ウィーク（America This Week）』でエリック・ボリングが行った、「プランデミック」の作成者であるジュディ・ミコヴィッツと彼女の弁護士であるラリー・クレイマンのインタビューを放映する予定だった。インタビュー中に、アメリカの保健当局者であるアンソニー・ファウチが新型コロナウイルス感染症（COVID-19）を作成し、それを中国に送ったという根拠のない主張をしたミコヴィッツはボリングによって「ウイルス学の専門家」として紹介された。ボリングは、ミコヴィッツの主張に反対したり、オンエアで事実を確認したりしなかったが、彼女の主張を「重い」と呼んで、実際にミコヴィッツに反対したと主張した。シンクレア・ブロードキャスト・グループはインタビューを地元の所有局に配信し、「ファウチ博士はCOVID-19を作成したか?（Did Dr. Fauci create COVID-19?）」という画面上のグラフィックと共にインタビューをオンラインで公開した。インタビューに関するメディアの報道が現れた後、かなりの批判を受け、その結果、テレビ放送をキャンセルし、シンクレア関連のウェブサイトからビデオを削除した。

## 放送局
2021年8月現在、シンクレアが運営するテレビ局は84の地域で150以上。多くは同社が完全に所有しているが、ローカルマーケティング契約または共有サービス契約のいずれかを通じて、他社からテレビ局の運営を受託している例もある。また、同じ地域で複数のテレビ局を運営している例も多く、顕著な例ではカリフォルニア州北部の小都市、レディングではABCやFOXの加盟局だけでなく、ユニビジョンや独立局など計6局をシンクレアが持っている。
1990年代までは大都市圏の中でも、新興ネットワークだったFOXやThe WB、UPNに加盟する、かつての独立局を多く保有してきた。その後、2012年には投資ファンドが運営していたニューポート・テレビジョンから6局を買収。2013年には身売りしたバーリントン・ブロードキャスティングから12局を取得。2014年にはワシントンDCでABC加盟局を持っていたアリバートン・コミュニケーションズの放送部門、北西部で有力ローカル局を長らく保有してきたフィッシャー・コミュニケーションズを買収。2010年以降にシンクレアが取得したローカル局はABC、NBC、CBSのネットワークに加盟する老舗局も多く、新しいオーナーの保守的な政治姿勢が各局のローカルニュースに影響される懸念も抱かれた。